# Ultimate Girls
Ultimate Girls (ＵＧ☆アルティメットガール?, UG☆Arutimetto Gāru) è un anime di 12 puntate da circa dodici minuti l'una, diretto da Yuji Mutoh del 2005 in cui abbonda il fan service.

## Trama
Come ogni lunedì, Tokyo viene attaccata da un terrificante mostro gigante che è intento a seminare il panico per le vie cittadine. Silk, Vivian e Tsubomi attratte dall'apparizione decidono di avvicinarsi all'entità per poterla vedere da vicino, consce del fatto che la loro vita non è assolutamente in pericolo dato che a breve arriverà UFO-man, l'eroe che libera ogni volta Tokyo dalla minaccia aliena.
Infatti pochi minuti dopo arriva il gigantesco paladino della giustizia, ma inavvertitamente atterrando schiaccia e uccide le tre sfortunate ragazze. Accortosi dell'errore UFO-man decide di farle resuscitare, ma per fare questo è costretto a donare una parte del suo corpo e del suo spirito alle giovani e in questo modo diventa un inutile nanerottolo. Le ragazze a questo punto sono costrette a prendere il posto dell'eroe. Silk è la prima a trasformarsi in Ultimate Girl: impugnata una appendice dalla forma fallica di UFO-man viene investita da un liquido bianco che prima la spoglia e poi le dona una tuta da combattimento. Pronta per la battaglia, un po' imbarazzata, si appresta a sfidare il mostro ma avviene un imprevisto: per via della scarsa resistenza, vista la suddivisione del potere di UFO-man, la tuta dopo alcuni minuti perde vigore e si restringe strappandosi e lasciando completamente nuda chi la indossa, per la gioia degli abitanti di Tokyo.
Fortunatamente l'arma finale di cui dispongono le Ultimate Girls è il MOE, un raggio di energia che sfrutta proprio l'imbarazzo delle eroine. Quindi più la tuta si restringe, più il MOE si carica e in un colpo solo Silk riesce a distruggere il nemico.
La serie mostra ad ogni puntata uno scontro diverso, a cui prende parte ogni volta una ragazza diversa delle tre protagoniste. La trama principale viene affiancata dalle sottotrame inerenti alla vita privata delle tre ragazze, dei giornalisti televisivi e di Makoto, il ragazzo di cui è innamorata Silk.

## Personaggi
- Silk Koharuno (doppiata da Misato Fukuen) - La più timida delle Ultimate Girls, ribattezzata Piccolo Seno, è quella più distruttiva in battaglia grazie all'uso più efficace del MOE. Innamorata di Makoto, non riesce a trovare il modo di rivelargli i suoi sentimenti e quando lui decide di partire sceglie di dirgli la sua identità per poterlo avere ancora vicino.
- Vivian Ohtori (doppiata da Hitomi Nabatame) - La più forte del trio, maggiorata e per questo chiamata Grande Seno, ha un interesse speciale nei confronti di Silk che sembra sfociare più o meno chiaramente nell'omosessualità.
- Tsubomi Moroboshi (doppiata da Ai Tokunaga) - La più disinibita, chiamata Loli (ovvero lolita), partecipa sovente ai cosplay e per questo non teme di essere vista completamente nuda dagli abitanti di Tokyo. Per questo il MOE con lei non funziona e non riesce quasi mai a portare a termine un combattimento.
- UFO-Man (doppiato da Tohru Furuya) - Paladino della giustizia, è un essere umanoide gigantesco che combatte i mostri. Quando divide il suo potere con le tre ragazze diventa piccolissimo ed indossa costantemente un'armatura protettiva che lo rende simile ad un robot giocattolo o ad una palla (gioco per cui viene scambiato sulla spiaggia, ad esempio). Sembra sinceramente impegnato nella lotta al male, anche se non disdegna la vista dei corpi nudi delle sue aiutanti e in generale delle terrestri.
- Makoto Moroboshi (doppiato da Yūki Tai) - Il ragazzo che Silk adora, fratello di Tsubomi, è impegnato costantemente come fotografo per la scuola prima e poi per l'emittente televisiva che segue le Ultimate Girls. Vuole scoprire l'identità delle ragazze non rendendosi conto che sono le sue amiche. Alla fine decide di partire per l'America per un corso di giornalismo e Silk si vede costretta a trovare uno stratagemma per trattenerlo.

## Episodi
| Nº | Titolo italiano (traduzione letterale) Giapponese 「Kanji」 - Rōmaji                                                           | In onda          | In onda |
| Nº | Titolo italiano (traduzione letterale) Giapponese 「Kanji」 - Rōmaji                                                           | Giapponese       |         |
| 1  | Operazione Ultimate numero 1 「アルティメット作戦第一号」 - Arutimetto sakusen dai-ichi-go                                     | 10 gennaio 2005  |         |
| 2  | Brilla! Il trio delle Ultimate Sisters 「輝け! アルティメット三姉妹」 - Kagayake! Arutimetto sanshimai                         | 17 gennaio 2005  |         |
| 3  | Quando le UG muoiono, Tokyo collassa! 「UGが死ぬとき! 東京は壊滅する!」 - Arutimetto Gāru ga shinutoki! Tōkyō wa kaimetsusuru! | 24 gennaio 2005  |         |
| 4  | Ah! Sta divorando Tsubomi! 「あっ! つぼみが食べられる!」 - A! Tsubomi ga taberareru!                                           | 31 gennaio 2005  |         |
| 5  | Da Akiba con amore 「アキバより愛をこめて」 - Akiba yori ai o komete                                                           | 7 febbraio 2005  |         |
| 6  | Silk si dispera 「白絹やぶれかぶれ」 - Shiruku yabure kabure                                                                   | 14 febbraio 2005 |         |
| 7  | Ultimate Girls, vanno a ovest 「アルティメットガール西へ」 - Arutimetto Gāru nishi e                                           | 21 febbraio 2005 |         |
| 8  | Avanti verso Tokyo 「京都行きます」 - Kyōto ikumasu                                                                            | 28 febbraio 2005 |         |
| 9  | Vivian muore al tramonto 「ヴィヴィアン夕陽に死す」 - Vivian sekiyō ni shisu                                                   | 7 marzo 2005     |         |
| 10 | Sono le Ultimate Girls! Esplodi! 「UGだ! 萌えろ!」 - Arutimetto Gārusu da! Moero!                                              | 14 marzo 2005    |         |
| 11 | Hentai 「変態」 - Hentai | 21 marzo 2005    |         |
| 12 | Addio, Ultimate Girls 「さらばアルティメットガール」 - Saraba Arutimetto Gāru                                                  | 28 marzo 2005    |         |

## Sigle
- Sigla di apertura: White Heat by yozuca
- Sigla di chiusura: 3 Sentimental by Misato Fukuen